# Rakétaindítások a Hold felszínéről
Mindmáig 12 alkalommal szállt fel űreszköz a Hold felszínéről. Ezen indítások két fő ok köré csoportosulnak, az egyik ilyen az űrtechnológiai célból végrehajtott repülés, a másik kézzelfoghatóbb, szállítás a Hold felszínéről a Föld felszínére. Ezek lehetnek holdkőzet minták, vagy a holdexpedíció tagjai. Miután a Hold gravitációja lényegesen kisebb mint a Földé, ezért kevesebb energiabefektetéssel lehet végrehajtani az űrhajó vagy az űrszonda fellövését a holdfelszínről.
Négy program során történt ilyen esemény, először a Surveyor-program alatt, viszont az első ilyen alkalom nem volt eltervezve. A Surveyor-3 holdszonda leszállása során egy számítógépes hiba következtében nem történt meg a hajtómű lekapcsolása 40 méter magasan, emiatt talajt érés után visszaugrott 10 méterre, amit 2 újabb kisebb huppanás követett. A Surveyor-6 szondánál viszont tervezett volt a hajtómű 2,5 másodperces működtetése. Mind a hat sikeres Apollo expedíció alkalmával a holdkomp visszatérő moduljában szálltak fel és tértek vissza a Hold körüli pályán tartózkodó parancsnoki modulhoz az űrhajósok. Ezen kívül három sikeres mintavevő és szállító űrlaboratóriumot lőtt fel a Szovjetunió a Luna-program keretében. A legutóbbi indítás a kínai Csang-o–5 mintavételi misszió alatt történt.
További 3 olyan eset történt még, hogy más égitest felszínéről űreszköz szálljon fel: a japán Hayabusa szonda hajtott végre le és felszállást a 25143 Itokawa kisbolygón, továbbá a Hayabusa-2 és az OSIRIS-REx missziók mintavételi manőverei.

## Az indítások kronológiája
| Űreszköz                    | Ország                    | Az indítás dátuma    | Megjegyzés                                                                  |
| --------------------------- | ------------------------- | -------------------- | --------------------------------------------------------------------------- |
| Surveyor–3                  | Amerikai Egyesült Államok | 1967. április 20.    | A fedélzeti számítógép hibája miatt a hajtómű talajt érés után is működött. |
| Surveyor–6                  | Amerikai Egyesült Államok | 1967. november 17.   | Űrtechnológiai kísérlet, 2,5 másodperces hajtómű működtetés.                |
| Apollo–11 holdkomp AM       | Amerikai Egyesült Államok | 1969. július 21.     | Az első holdra szállás visszatérő egysége.                                  |
| Apollo–12 holdkomp AM       | Amerikai Egyesült Államok | 1969. november 20.   | A második holdra szállás visszatérő egysége.                                |
| Luna–16 visszatérő egység   | Szovjetunió               | 1970. szeptember 21. | Az első sikeres automatikus mintavétel, és Földre juttatás.                 |
| Apollo–14 holdkomp AM       | Amerikai Egyesült Államok | 1971. február 6.     | A harmadik emberes holdexpedíció visszatérő egysége.                        |
| Apollo–15 holdkomp AM       | Amerikai Egyesült Államok | 1971. augusztus 2.   | A negyedik emberes holdexpedíció visszatérő egysége.                        |
| Luna–20 visszatérő egység   | Szovjetunió               | 1972. február 22.    | Holdminta eljuttatása a Földre.                                             |
| Apollo–16 holdkomp AM       | Amerikai Egyesült Államok | 1972. április 24.    | Az 5. holdexpedíció hazajuttatása.                                          |
| Apollo–17 holdkomp AM       | Amerikai Egyesült Államok | 1972. december 14.   | A 6. holdexpedíció hazajuttatása.                                           |
| Luna–24 visszatérő egység   | Szovjetunió               | 1976. augusztus 19.  | Máig utolsó szovjet mintaszállítás.                                         |
| Csang-o–5 visszatérő egység | Kína                      | 2020. december 3.    | Máig utolsó Hold-Föld mintaszállítás.                                       |

## Külső hivatkozások
- Apollo lunar module
- Surveyor program
- Luna Ye-8-5